# Национальное образовательное учреждение
Национальное образовательное учреждение - образовательное учреждение, реализующее образовательные программы, в которых наравне с федеральным компонентом и компонентом образовательного учреждения представлен национально-региональный компонент государственного образовательного стандарта.

## Классификация по регионам
До принятия Федерального закона № 309-ФЗ в Российской Федерации действовали следующие национальные образовательные учреждения:
- Адыгское образовательное учреждение
- Алтайское образовательное учреждение
- Башкирское образовательное учреждение
- Бурятское образовательное учреждение
- Еврейское образовательное учреждение
- Ингушское образовательное учреждение
- Кабардинское образовательное учреждение
- Балкарское образовательное учреждение
- Калмыкское образовательное учреждение
- Карачаевское образовательное учреждение
- Черкесское образовательное учреждение
- Карельское образовательное учреждение
- Образовательное учреждение коми
- Марийское образовательное учреждение
- Эрзянское образовательное учреждение
- Мокшанское образовательное учреждение
- Образовательное учреждение саха
- Осетинское образовательное учреждение
- Татарское образовательное учреждение
- Тывинское образовательное учреждение
- Русское образовательное учреждение
- Удмуртское образовательное учреждение
- Хакасское образовательное учреждение
- Чеченское образовательное учреждение
- Чувашское образовательное учреждение